# 정상일
정상일(1967년 8월 18일 ~ )은 대한민국의 농구 지도자이다.

## 경력
1991년 기아자동차 농구단에서 선수 생활을 시작했으며 1994년 구로중학교 농구부 코치를 맡으며 지도자로 전향하였다. 한국프로농구 (KBL) 울산 현대모비스 피버스와 한국여자프로농구 (WKBL) 용인 삼성생명 블루밍스, 대한민국 여자 농구 국가대표팀의 코치로 활동하였다. 이후 중국으로 진출하여 2017년까지 중국 상하이 청소년팀을 지도하였다.
2018년 부산 BNK 썸의 감독을 맡으며 다시 WKBL로 복귀하였고 2019년 4월, 인천 신한은행 에스버드의 감독으로 선임되었다. 그런데 건강상의 문제 이유로 인해서 2021년 7월 26일부로 자진 사퇴했다.

## 감독 기록
| 팀         | 연도    | G  | W  | L  | W–L% | 최종 | PG | PW | PL | PW–L% | 결과              |
| ---------- | ------- | -- | -- | -- | ---- | ---- | -- | -- | -- | ----- | ----------------- |
| OK저축은행 | 2018-19 | 35 | 13 | 22 | .371 | 4위  | —  | —  | —  | —     | 플레이오프 탈락   |
| 신한은행   | 2019-20 | 28 | 11 | 17 | .393 | 4위  | —  | —  | —  | —     | 플레이오프 미개최 |
| 신한은행   | 2020-21 | 30 | 17 | 13 | .567 | 3위  | 2  | 0  | 2  | .000  | 플레이오프 패배   |
| 경력       | 경력    | 93 | 41 | 52 | .441 |      | 2  | 0  | 2  | .000  |                   |